# Chemická ionizace

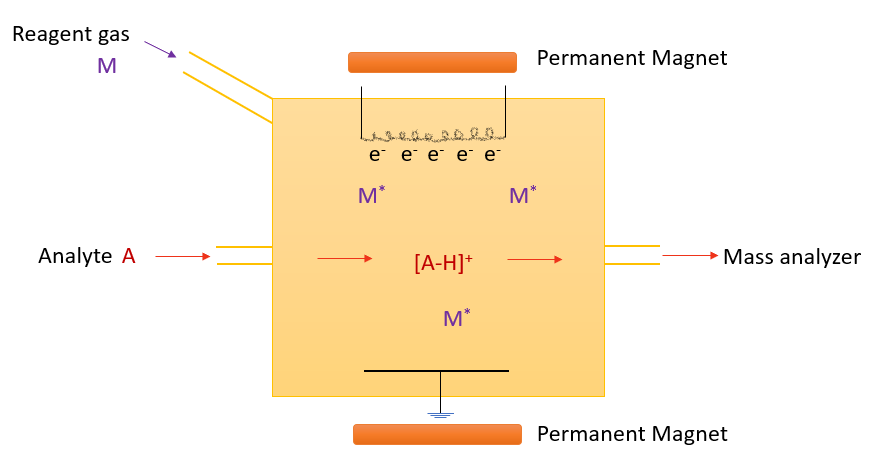
Nákres chemického zdroje ionů

Chemická ionizace (zkráceně CI) je technika ionizace používaná v hmotnostní spektrometrii. Popsali ji Burnaby Munson a Frank H. Field v roce 1966. Molekuly plynu jsou zde ionizovány elektronovou ionizací a následně reagují s molekulami analytů v plynném skupenství, čímž dochází k ionizaci. K obměnám tohoto postupu patří negativní chemická ionizace (NCI), chemická ionizace s výměnou nábojů a chemická ionizace za atmosférického tlaku (APCI). Chemická ionizace má několik různých využití při identifikaci, určení struktury a množství organických sloučenin přítomných ve vzorku.
Mimo analytickou chemii nachází chemická ionizace využití také v biochemii, biologii a lékařství.

## Přístroje
Při CI se k ionizaci plynných reaktantů používá EI. Za účelem usnadnění reakcí iontů se vzorkem je ionizační komora umístěna v uzavřené nádobě v prostředí s tlakem okolo 1 torru.
Elektrony se získávají pomocí kovového vlákna, tvořeného wolframem, rheniem nebo iridiem, a v ionizační komoře se přesunují na delší vzdálenost, čímž získávají potřebnou energii. Oproti samotné EI je zde ten rozdíl, že nejsou potřebné magnet a elektronová past, protože se proud elektronů nedostává na konec komory. Tlak v komoře je držen pod 10−4 torr.

## Mechanismus
Při chemické ionizaci dochází k acidobazickým reakcím v plynné fázi. Ionty vznikají srážkami molekul analytu s ionty plynu přítomnými ve zdroji iontů; k běžně používaným plynům zde patří methan, amoniak, vodní pára a isobutan. Ve zdroji iontů je tento plyn ve značném přebytku oproti analytu. Největší pravděpodobnost, že budou ionizovat plyn, mají elektrony vstupující do zdroje s energiemi okolo 200 až 500 eV. Následně se reakcemi iontů a molekul tvoří stabilnější ionty a dalšími reakcemi se vytváří plazma. Ionty analytu vznikají reakcemi s tímto plazmatem.
Je-li jako reakční plyn použit methan, může docházet k následujícím reakcím:

### Tvorba primárních iontů
{\displaystyle {\ce {CH4{}+e^{-}->CH4^{+\bullet }{}+2e^{-}}}}

### Tvorba sekundárních iontů
{\displaystyle {\ce {CH4{}+CH4^{+\bullet }->CH5+{}+CH3^{\bullet }}}}
{\displaystyle {\ce {CH4 + CH3^+ -> C2H5+ + H2}}}

### Tvorba iontů produktu
{\displaystyle {\ce {M + CH5+ -> CH4 + [M + H]+}}}    (protonace)
{\displaystyle {\ce {AH + CH3+ -> CH4 + A+}}}    (odštěpení {\displaystyle {\ce {H^-}}})
{\displaystyle {\ce {M + C2H5+ -> [M + C2H5]+}}}    (vznik aduktu)
{\displaystyle {\ce {A + CH4+ -> CH4 + A+}}}    (výměna nábojů)
U amoniaku se mohou objevit tyto reakce:
{\displaystyle {\ce {NH3{}+e^{-}->NH3^{+\bullet }{}+2e^{-}}}}
{\displaystyle {\ce {NH3{}+NH3^{+\bullet }->NH4+{}+NH2}}}
{\displaystyle {\ce {M + NH4^+ -> MH+ + NH3}}}
A u isobutanu tyto:
{\displaystyle {\ce {C4H10{}+e^{-}->C4H10^{+\bullet }{}+2e^{-}}}({\ce {+C3H7+}}{\text{and other ions}})}
{\displaystyle {\ce {C3H7^{+}{}+C4H10^{+\bullet }->C4H9^{+}{}+C3H8}}}
{\displaystyle {\ce {M + C4H9^+ -> MH^+ + C4H8}}}
Pokud je reagujícím iontem iont analytu, pak může analyt ionizovat sám sebe.

## Výhody a omezení
Vysokoenergetické molekulární ionty vzniklé srážkami molekul reaktantového plynu s elektrony předávají energii neutrálním molekulám prostřednictvím srážek. Analyty jsou tak méně fragmentované a může tak být určena molekulová hmotnost neznámé látky. Míru fragmentace lze ovlivnit volbou rektantového plynu. Spektra vytvořená pomocí CI jsou jednodušší a citlivější než u ostatních způsobů ionizace. Některé varianty CI mohou být spojeny s chromatografickými metodami, čímž je identifikace sloučenin ještě snazší.
Nevýhodou chemické ionizace je to, že ji lze využít pouze u těkavých analytů a také menší fragmentace, a tedy méně informací o struktuře zkoumané látky.

## Srovnání s EI
Chemická ionizace vyžaduje menší energii než elektronová ionizace (EI), konkrétní hodnota záleží na použitém reaktantu. Tato nízkoenergetická metoda ionizace se vyznačuje menší, někdy i nulovou, fragmentací a obvykle jednoduššími spektry. Nízká fragmentace omezuje množství informací o struktuře, které lze získat z ionizovaných částic. Obvyklé CI spektrum ovšem obsahuje snadno identifikovatelný signál protonovaného molekulárního iontu [M+1]+, který umožňuje poměrně snadné určení molární hmotnosti.
Při chemické ionizaci je potřeba přesunout částice reaktantu s vysokými hmotnostmi k analytu, přičemž Franckův–Condonův princip na ionizaci nemá vliv. CI je tak výhodným nástrojem v případech, kdy by při EI docházelo kvůli vysoké energii elektronů k velké fragmentaci analytu, což by vedlo k horší detekovatelnosti molekulového iontu.

## Použití
hmotnostní spektrometrie s chemickou ionizací je vhodným nástrojem k určování struktury organických sloučenin, Chemická ionizace může být také použita k měření množství analytů ve vzorku, pokud je propojena se separačními metodami, jako jsou plynová chromatografie, vysokoúčinná kapalinová chromatografie a kapilární elektroforéza. Díky selektivní ionizaci analytu tak lze provést přesná stanovení koncentrace látek.

## Druhy

### Negativní chemická ionizace
Chemická ionizace v plynném skupenství může být pozitivní nebo negativní.
Téměř všechny neutrální analyty mohou vytvářet kladně nabité ionty výše uvedenými reakcemi.
Aby byla negativní chemická ionizace (NCI) dostatečně účinná, tak musí být analyt schopen tvořit záporné ionty (tedy stabilizovat záporný náboj), například záchytem elektronu. Protože tuto vlastnost mají jen některé látky, tak NCI probíhá s větší selektivitou než jiné způsoby ionizace (EI a PCI). NCI lze použít při analýze sloučenin obsahujících kyselé funkční skupiny nebo elektronegativní prvky (především halogeny). Negativní chemická ionizace má oproti jiným metodám vyšší citlivost vůči oxidačním a alkylačním činidlům.
Vzhledem k vysoké elektronegativitě atomů halogenů je NCI často používaným postupem při analýze sloučenin, které je obsahují, jako jsou polychlorované bifenyly, pesticidy a zpomalovače hoření. Většina těchto sloučenin patří k látkám znečišťujícím životní prostředí a NCI tan nachází využití v environmentální analýze. Pokud je potřeba dosáhnout velmi nízké meze detekce, tak se na analýzu halogenderivátů, oxidačních a alkylačních činidel obvykle používají detektory záchytu elektronů spojený s plynovým chromatografem.
Záporné ionty vznikají rezonančními záchyty elektronů s energií blízkou tepelné, disociačním záchytem nízkoenergetických elektronů a iontově-molekulovými interakcemi, jako jsou například přesun protonu, přesun náboje a přesun hydridu. Ve srovnání s ostatními postupy tvorby záporných iontů má NCI tu výhodu, že reaktivitu aniontů lze sledovat i za nepřítomnosti rozpouštědla.

### Chemická ionizace svýměnou náboje
Při chemické ionizaci s výměnou náboje se vytváří radikálové kationty s lichými počty elektronů. Molekuly reaktantového plynu se srážejí s vysokoenergetickými elektrony a vzniklé ionty odštěpují elektrony z analytu za tvorby radikálových kationtů. Jako reaktantové plyny se zde nejčastěji používají toluen, benzen, oxid dusnatý, xenon, argon a helium.
Vhodnou volbou reaktantového plynu lze ovlivnit, v závislosti na ionizační energii analytu, míru fragmentace. U chemické ionizace s výměnou náboje probíhají následující reakce:
{\displaystyle {\ce {He{}+e^{-}->He^{+\bullet }{}+2e^{-}}}}
{\displaystyle {\ce {He^{+\bullet }{}+M->M^{+\bullet }}}}

### Chemická ionizace za atmosférického tlaku

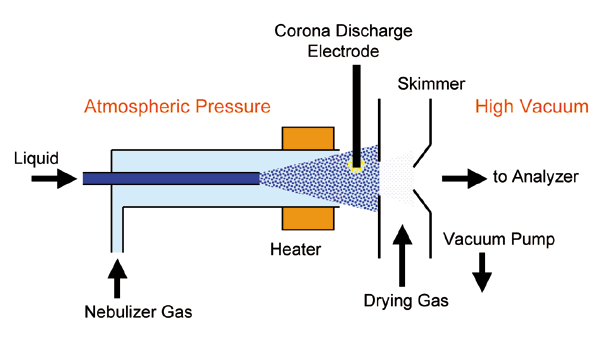
Zdroj iontů při chemické ionizaci za atmosférického tlaku

Při chemické ionizaci za atmosférického tlaku se jako reaktantový plyn obvykle používá vodní pára. Zdroj iontů se skládá z kapalinového chromatografu, který rozprašuje eluent, zahřívané odpařovací komory, vypouštěcí jehly a malého otvoru, kterým vzorek prochází do prostoru s tlakem okolo 10−1 Pa. Analytem je plyn nebo kapalina a ionizace probíhá za atmosférického tlaku. Tento způsob ionizace se často propojuje s  vysokoúčinnou kapalinovou chromatografií, kdy je mobilní fáze obsahující analyt rozprašována dusíkem nebo heliem a aerosol vstupuje do vypouštěcí jehly, kde vytváří ionty. Tuto metodu lze použít u méně polárních sloučenin, které nejsou příliš odolné vůči vysokým teplotám. Od běžné chemické ionizace se liší provedením za atmosférického tlaku, kdy je četnost srážek vyšší, čímž lze dosáhnout vyšší citlivosti i účinnosti ionizace.